# قطرة (سائل)

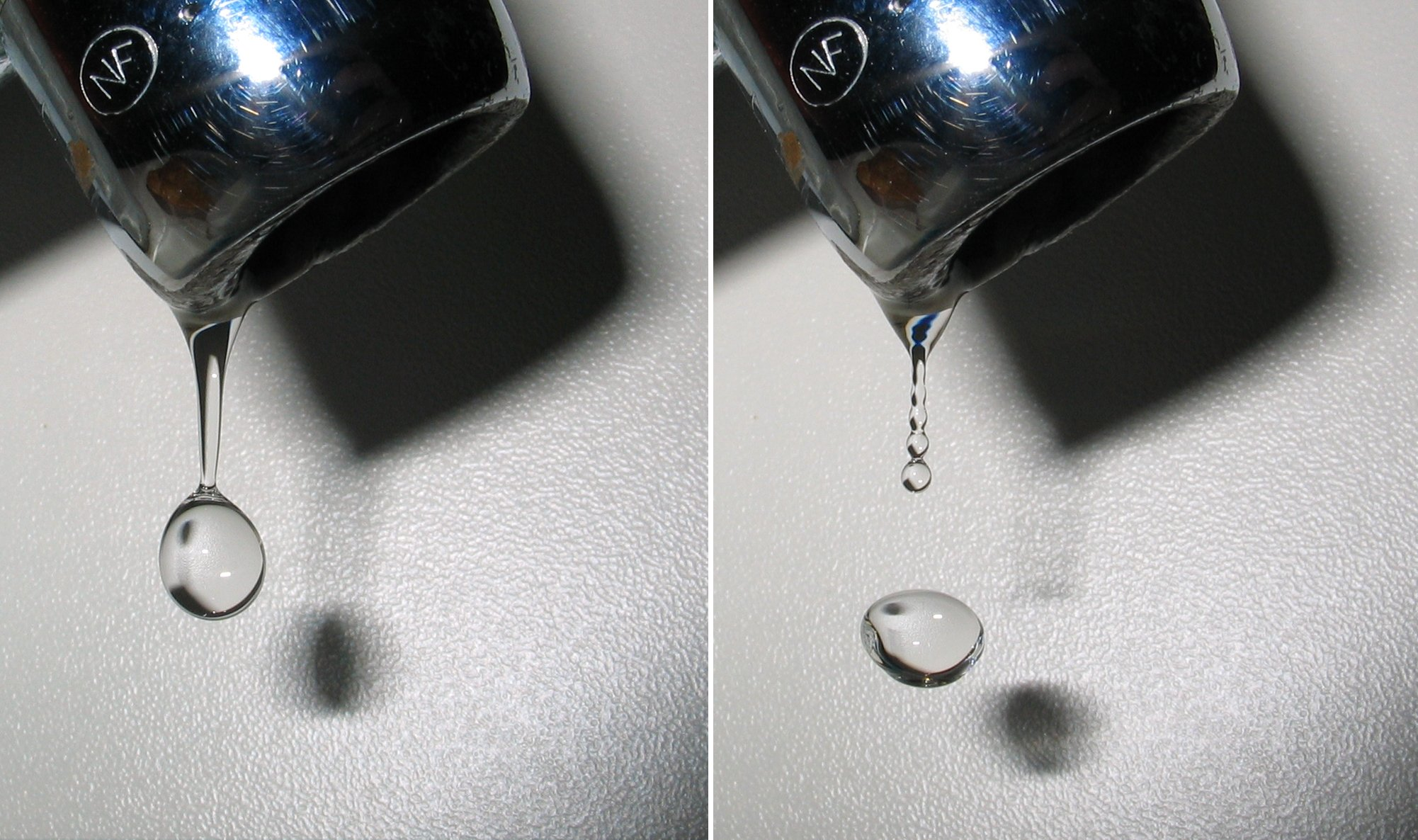
قطرة مقطوعة، وقطرة متصلة.

قطرات من الماء تخر من الصنبور. (صورة متحركة)

القطرة عبارة عن حجم صغير مغلق من سائل ما. وتأخذ القطرة شكلاً كروياً بسبب التوتر السطحي، الذي يجعل القطرة تتخذ أصغر مساحة، وهي مساحة سطح الكرة. فنسبة مساحة سطح الكرة إلى حجمها هي أقل نسبة للأجسام عموما.

## قطرة المطر
عندما يتكثف بخار الماء في الجو تتكون قطرات المطر. وتتخذ القطرات الشكل الكري عندما تصبح قطرة الماء بقطر 0,5 مليمتر. ويتراوح حجم قطرات الماء في المطر بين 2 إلى 3 مليمتر وتزن نحو 0,05 جرام، وتتخذ الشكل الكروي في نصفها الأعلى أما نصفها السفلي يتفرطح قليلا نظرا لاحتكاكها بالهواء. أما قطرات المطر المصحوبة بالرعد فقد يصل قطرها 9 مليمتر وتصبح غير مستقرة فمنها ما ينقسم إلى قطرات صغيرة. وتتخذ قطرات المطر أحجاما مختلفة يمكن وصفها بتوزيع إحصائي ذو حجم أقصي. ويختلف الحجم الأقصى باختلاف غزارة المطر.

## قطرة المطر وقوس قزح

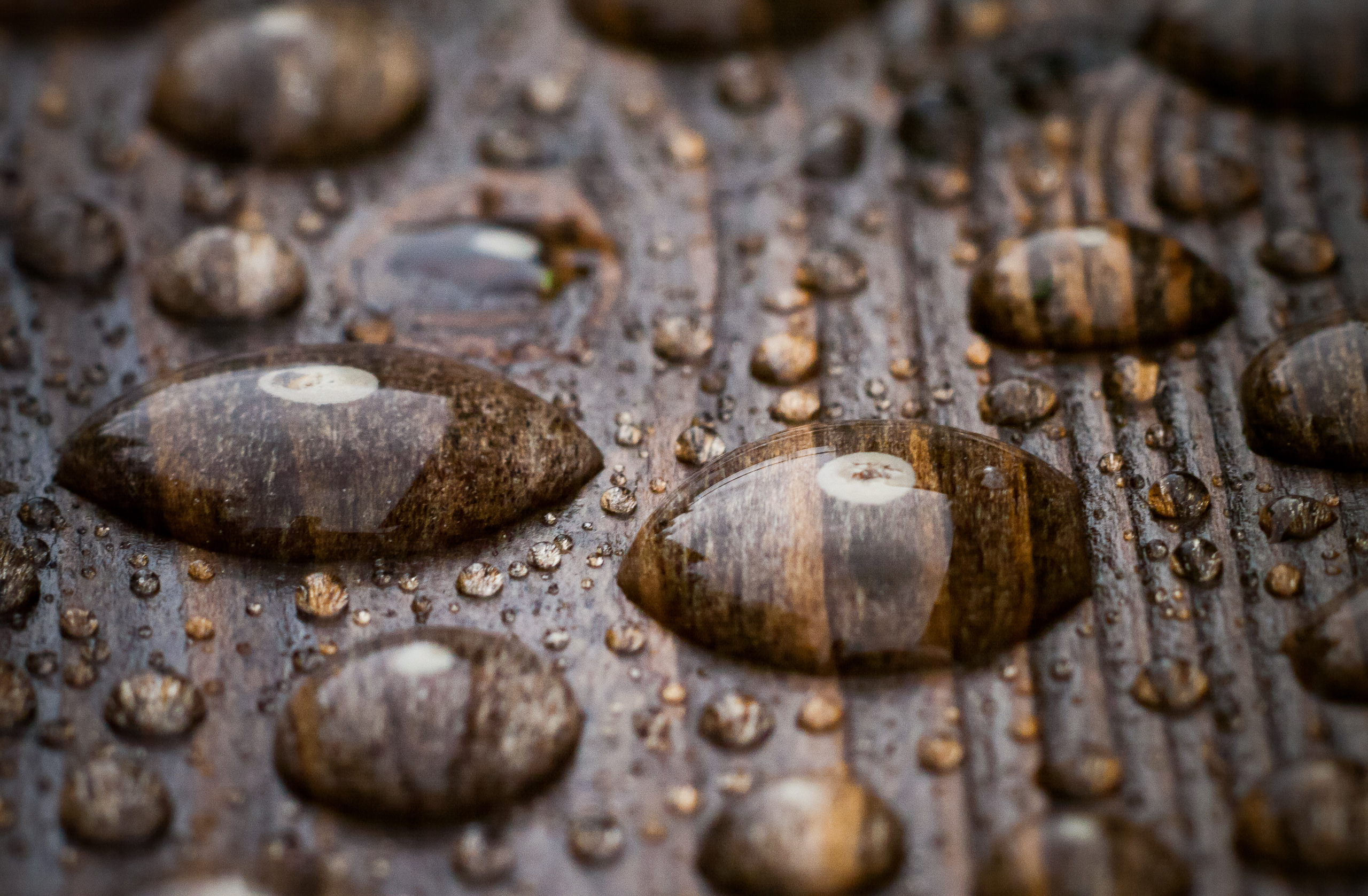
قطرات من الماء والزيت على سطح خشبي.

تتخذ قطرات البخار المتكثف في الجو الشكل الكروي. وعندما تسقط أشعة الشمس على منطقة مليئة بقطرات المياه في الجو، تدخل الأشعة داخل القطرات وتنكسر مرتين وتخرج في اتجاه المشاهد لقوس قزح. تدخل الأشعة القطرات ويتحلل الضوء الأبيض إلى مكوناته من ألوان الطيف بسبب اختلاف معامل انكسار للضوء من اللون الأحمر (ينكسر بزاوية انكسار صغيرة) إلى اللون البنفسجي (ينكسر زاوية انكسار كبيرة)، مثلما يحدث في المنشور (أو الموشور الزجاجي). ويرتد الضوء المتحلل إلى ألوان الطيف خارجا من القطرات الكثيفة فيراها المشاهد على هيئة قوس قزح. ويكون شكل قوس قزح دائري حيث أن الضوء المعكوس في اتجاه المشاهد يتخد قيمة واحدة للزاوية (في شكل القمع). ويلاحظ دائما ان موقع الشمس يكون خلف المشاهد.